# Eselsmilch

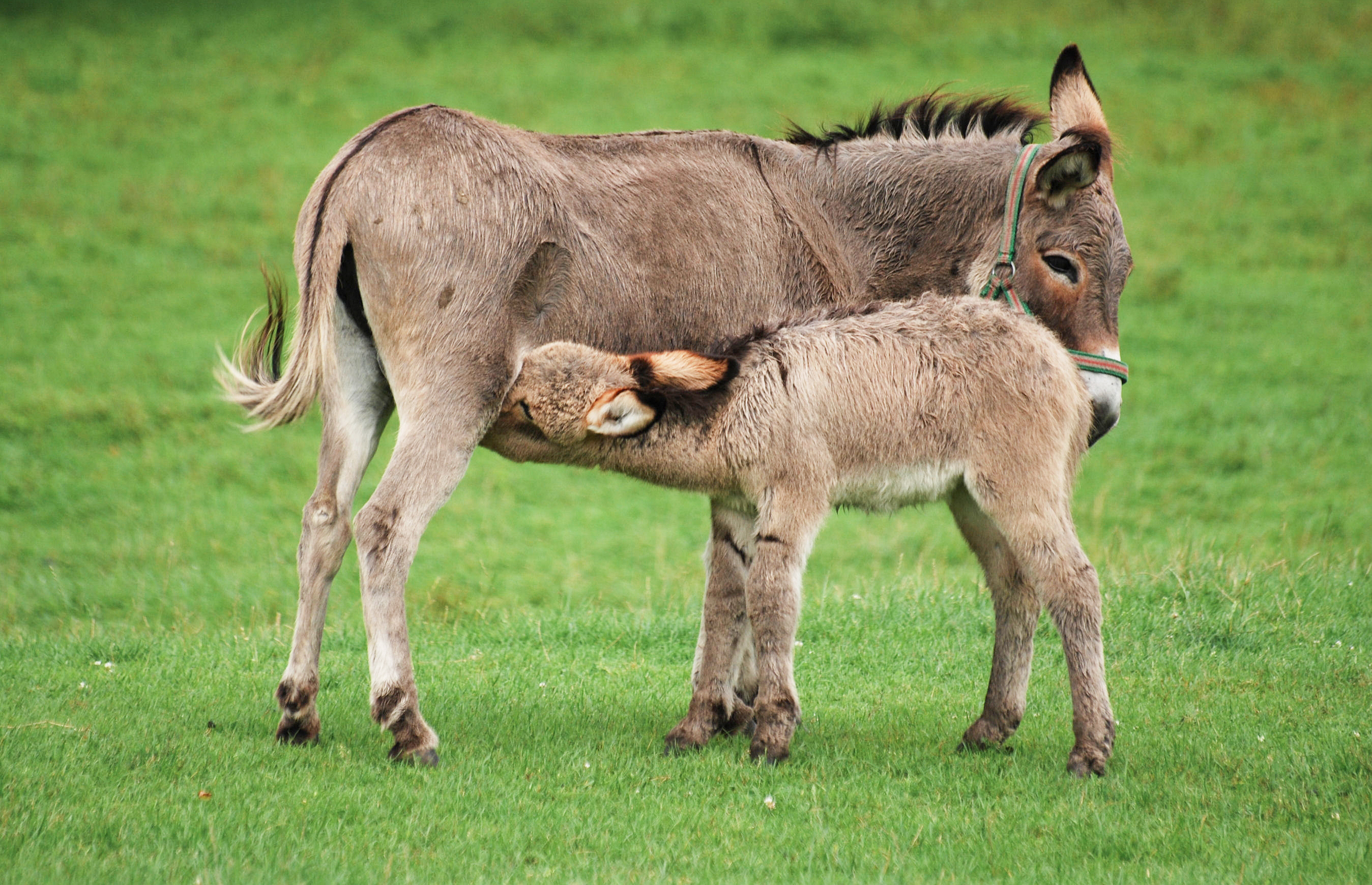
Ein Eselfohlen wird von der Mutter gesäugt.

Eselsmilch ist die Milch von weiblichen Eseln. Sie dient den Eseln in den ersten Lebensmonaten als einzige Nahrung. Die in den ersten Lebenstagen (Kolostrum) in ihr enthaltenen Antikörper helfen beim Aufbau und der Stärkung des Immunsystems.
Wie Kuh- und Stutenmilch wurde Eselsmilch in der griechischen Antike (von Dioskurides) und später gegen Hautausschlag und als Schönheitsmittel verwendet. Sie war in deutschen Ballungsräumen bis etwa gegen Ende des 19. Jahrhunderts deutlich leichter erhältlich und auch preiswerter als Kuhmilch. Letztere breitete sich erst mit der Entwicklung technischer Kühlmöglichkeiten in großem Maßstab aus.

## Zusammensetzung
Eselsmilch ist genau wie Stutenmilch der menschlichen Muttermilch sehr ähnlich, wobei der Anteil an Lipiden auffällig niedrig und der Lactose-Anteil hoch ist. Sie wurde früher häufig als natürlicher Muttermilchersatz angewendet. Die Molken derselben enthalten viel Milchzucker und schmecken süß.
| Zusammensetzung von Esels-, Stuten-, menschlicher und Kuhmilch (g/100 g) |            |            |           |           |
|                                                                          | Esel       | Pferd      | Mensch    | Kuh       |
| pH                                                                       | 7,0 – 7,2  | 7,18       | 7,0 – 7,5 | 6,6 – 6,8 |
| Protein                                                                  | 1, 5 – 1,8 | 1,5 – 2,8  | 0,9 – 1,7 | 3,1 – 3,8 |
| Lipide                                                                   | 0,3 – 1,8  | 0,5 – 2,0  | 3,5 – 4,0 | 3,5 – 3,9 |
| Lactose                                                                  | 5,8 – 7,4  | 5, 8 – 7,0 | 6,3 – 7,0 | 4,4 – 4,9 |
| Rückstände                                                               | 0,3 – 0,5  | 0,3 – 0,5  | 0,2 – 0,3 | 0,7 – 0,8 |

## Ernährungsbezogene Verwendung

### Natürliche hypoallergene Milch für Säuglinge mit Kuhmilcheiweißallergie
Pasteurisierte Eselsmilch wird als natürliche hypoallergene Milch verwendet, da sie von etwa 90 % der Säuglinge mit Nahrungsmittelallergien vertragen wird, z. B. Kuhmilcheiweißallergie (CMPA), einer häufigen Nahrungsmittelallergie im Kindesalter mit einer Prävalenz von etwa 3 % die ersten 3 Lebensjahre. Allerdings muss die Verträglichkeit von Eselsmilch bei Säuglingen zunächst subjektiv, unter ärztlicher Aufsicht und nach Durchführung spezifischer Allergietests beurteilt werden. Als natürliche, hypoallergene Formel wird sie gegenüber solchen aus Soja oder aus Proteinhydrolysaten bevorzugt, da sie einen angenehmen Geschmack hat und bei manchen Menschen, die auch allergisch auf Sojaproteine oder Proteinhydrolysate reagieren, keine Allergien auslöst.

### Natürliche Säuglingsmilch
Eselsmilch ähnelt hinsichtlich ihres Gehalts an Laktose, Proteinen, Mineralien und Aminosäuren der Muttermilch. Energietechnisch gesehen ist der durchschnittliche Fettgehalt trotz des hohen Laktosegehalts der Eselsmilch niedriger, wenn sie überwiegend vor dem Absetzen verzehrt wird. Bei der Verwendung in der Säuglingsernährung vor dem Abstillen sollte Eselsmilch aufgrund ihres geringen Fettgehalts zur Nachahmung der Muttermilch wie bei allen Säuglingsanfangsnahrungen mit einer Fettquelle kombiniert werden. Die Integration dieser Stoffe kann mit Nahrungsergänzungsmitteln aus essentiellen Fettsäuren (Omega-3; Omega-6) und zertifiziertem Pflanzenöl für Babys erfolgen; Dieser Aspekt ist wichtig, um das Vorhandensein von Sporen auszuschließen, die in den ersten 4 Monaten die Magenschleimhaut passieren können. Bei Kindern, die nicht gegen Kuh- oder Ziegenmilch allergisch sind, kann ein Teil des Fettes auf natürliche Weise durch Zugabe von 1–2 % Kuh- oder Ziegenbutter ausgeglichen werden. In jedem Fall kann die Integration von Fetten und essentiellen Fetten durch die Integration von Eselsmilch mit künstlicher Säuglingsnahrung erfolgen.

## Traditionelle Medizin
Ein Großteil der „medizinischen“ Verwendung von Equidenmilch (Esel und Stute) basiert auf Tradition. Die ersten schriftlichen Dokumente, die über die ernährungsphysiologischen und „heilenden“ Wirkungen von Pferdemilch berichten, stammen aus der Zeit vor etwa 2000 Jahren.
Tatsächlich hat bereits Herodot im 5. Jahrhundert v. Chr. erwähnt es als nahrhaftes Getränk. Hippokrates von Kos (460–370 v. Chr.), der Vater der Medizin, beschrieb als erster die medizinische Wirkung der Eselsmilch. Er verordnete Eselsmilch gegen zahlreiche Beschwerden wie Leberprobleme, Ödeme, Nasenbluten, Vergiftungen, Infektionskrankheiten, Wundheilung und Fieber. In der Römerzeit galt Eselsmilch als Allheilmittel: Plinius der Ältere (23–79 n. Chr.) hat in seinem enzyklopädischen Werk Naturalis Historia ausführlich ihre gesundheitlichen Vorteile beschrieben. Insbesondere schreibt Plinius über 54 medizinische Anwendungen von Eselsmilch, die von der Verwendung als Gegengift oder zur Linderung äußerer Reizungen (Juckreiz) bis zur Verwendung in einer Pomade (Salbe) für die Augen reichen. Er gibt an, dass Eselsmilch als Medizin am wirksamsten sei, gefolgt von Kuhmilch und dann Ziegenmilch. Während der Renaissance war Eselsmilch Gegenstand einer ersten wirklichen wissenschaftlichen Betrachtung durch die damaligen Weisen, als Franz I., König von Frankreich, auf Anraten seiner Ärzte Eselsmilch verwendete, um sich von einer langen Krankheit zu erholen. Es gibt verschiedene Erfahrungsberichte zur Wirksamkeit von Eselsmilch. Der berühmte französische Naturforscher Georges-Louis Leclerc (1707–1788) betonte in seiner Histoire Naturelle die Vorteile der Eselsmilch.
Einige Wirkungen wurden auch durch systematische und wissenschaftliche Studien ab Mitte des 19. Jahrhunderts, insbesondere von russischen Ärzten, bestätigt. Es sei daran erinnert, dass Esels- und Stutenmilch sehr ähnlich sind. Deshalb geht man davon aus, dass sie ähnliche Eigenschaften haben. Aus Gründen des Wissens, das auf der Tradition basiert, sprechen wir oft undeutlich von Esels- und Stutenmilch (Equid-Milch).
Es wurde allgemein als ein Nahrungsmittel beschrieben, das in der Lage ist, einen geschwächten, abgemagerten und verarmten Organismus in ungewöhnlich kurzer Zeit zu regenerieren und dem Körper eine bessere Widerstandskraft zu ermöglichen. Es wurde von den asiatischen (mongolischen) Reitervölkern oft als einzige Nahrungsquelle über längere Zeiträume und bei hoher körperlicher Anstrengung genutzt, ohne dass der Körper Mangelerscheinungen entwickelte. Unter Dschingis-Khan gründeten die Mongolen das größte Weltreich aller Zeiten. Sie zogen auf ihren Pferden durch die Steppen, Wüsten und Berge und legten in wenigen Tagen Distanzen zurück, die wochenlange Reisen erforderten, und ernährten sich über lange Zeiträume hauptsächlich von der Milch ihrer Stuten, sowohl frisch als auch fermentiert (Kumyss). Um 1850 beobachteten verschiedene russische Ärzte die Gewohnheiten der Hirten der baskirischen Steppe. Sie berichteten, dass die Basic und Tataren den Winter unter sehr ungünstigen Umweltbedingungen verbrachten, mit Temperaturen bis zu minus 60 °C, heftigen Winterstürmen und sehr wenig oder gar keiner Nahrung. Geschwächte Nomaden kamen ungewöhnlich schnell wieder zu Kräften, sobald sie sich von Stutenmilch ernährten. Russische Ärzte stellten im 19. Jahrhundert fest, dass Tuberkulose bei den Steppennomaden praktisch nicht vorkam. Ärzte führten es auf fermentierte Stutenmilch als Grundnahrungsmittel der Steppenvölker zurück. Als dies in Russland bekannt wurde, begann eine Abwanderung von Tuberkulosepatienten aus Russland in die asiatischen Steppen. Die Behandlung erfolgte zunächst „wild“, ohne ärztliche Aufsicht. Ab 1850 wurden die ersten Sanatorien gegründet und die Behandlungen nach systematischen, medizinisch-wissenschaftlichen Grundsätzen ausgerichtet, die Bedeutung der Kumyss-Behandlung der Tuberkulose in Russland hielt jedoch bis etwa 1970 an, dann nahm sie allmählich ab durch moderne Medizin ersetzt. Kumys' Behandlung war jedoch viele Jahre lang die wirksamste Tuberkulosetherapie. Die Behandlung mit Kumys und Stutenmilch wurde im Laufe der Jahrzehnte in Russland und Kasachstan auf weitere Krankheiten ausgeweitet: nicht-tuberkulöse Erkrankungen der Atemwege (z. B. Lungenentzündung, alle Formen von Bronchitis), Erkrankungen des Verdauungssystems (Entzündungen sowie Magen- und Zwölffingerdarmgeschwüre, entzündliche Darmerkrankungen), Lebererkrankungen (alle Formen von Leberentzündungen, z. B. Hepatitis bis hin zur Leberzirrhose, Dyslipidämie), verschiedene Formen von Anämie, alle Formen von kräftezehrenden und anstrengenden Krankheiten, unabhängig von der Ursache (z. B. größere Operationen, Krebs, Verbrennungen, Immundefekte), sowie seltener und in geringerem Ausmaß begleitend zu chirurgischen, gynäkologischen und urologischen Erkrankungen, sowohl bei Erwachsenen als auch bei Kindern.